# 車府增三
天鵝座63（车府增三），又名BD+47 3292，HD 201251、SAO 50456、HR 8089，是天鵝座的一颗恒星，视星等为4.55，位于銀經88.88，銀緯0.2，其B1900.0坐标为赤經21h 3m 9.3s，赤緯+47° 0.2′ 47″。